# 노승범
노승범(1972년 9월 18일 ~ )은 대한민국의 배우이다.

## 출연 작품

### 영화
- 2002년 《정글 쥬스》 - 심복들
- 2004년 《어디선가 누군가에 무슨 일이 생기면 틀림없이 나타난다 홍반장》 - 망치
- 2004년 《범죄의 재구성》 - 화투 건달 1
- 2006년 《강적》 - 털보
- 2007년 《특별시 사람들》 - 편의점사장
- 2007년 《키드 갱》 - 억근
- 2008년 《더 게임》 - 동네 건달 1
- 2008년 《여사부일체》 - 육중한
- 2009년 《유감스러운 도시》 - 망치
- 2009년 《정승필 실종사건》 - 최 형사
- 2009년 《전우치》 - 양복cctv
- 2009년 《로니를 찾아서》 - 노래방 사장
- 2010년 《웨딩드레스》 - 구급대원 1
- 2010년 《내 깡패 같은 애인》 - 봉수
- 2010년 《그대를 사랑합니다》 - 문상객 2
- 2011년 《적과의 동침》 - 대식
- 2012년 《차이나 블루》 - 노 형사
- 2017년 《중독노래방》 - 낚시꾼 2 역

### 드라마
- 2014년 OCN 《귀신 보는 형사 처용》 - 강 형사 역